# Times of Grace
Times of Grace ist eine US-amerikanische Metalcoreband bestehend aus Adam Dutkiewicz (Killswitch Engage) und Jesse Leach (The Empire Shall Fall, Killswitch Engage).

## Geschichte
Die Band wurde 2008 in Southampton, Massachusetts gegründet. Als Killswitch Engage 2007 in Großbritannien tourten, hatte Dutkiewicz eine Not-OP am Rücken, weil er nicht mehr laufen konnte. Im Krankenhaus schrieb er neues Material, das er zu Hause aufnahm. Später kontaktierte er den damals ehemaligen Killswitch-Engage-Sänger Jesse Leach, weil er von sich selbst behauptete, nicht der beste Sänger und Songtexter zu sein. 2008 begannen die beiden, Material aufzunehmen. Als sie 2009 das Material fertig hatten, machten sie eine Pause und kehrten 2010 zurück.
Im September nahmen sie ein Musikvideo zu ihrer Single Strength in Numbers auf. Das Debütalbum The Hymn of a Broken Man sollte ursprünglich im November 2010 erschienen. Der Termin wurde jedoch auf den 18. Januar 2011 verschoben. The Hymn of a Broken Man erreichte Platz 90 der deutschen und Platz 44 der US-amerikanischen Albumcharts. Im Februar 2011 spielte die Band ihr erstes Konzert. Als Tourmusiker sind Joel Stroetzel (Killswitch Engage) an der Gitarre, Daniel Struble am Bass und Dan Gluszak am Schlagzeug tätig.
Ende 2017 begannen die Musiker mit der Arbeit an ihrem zweiten Studioalbum und beförderten den Schlagzeuger Dan Gluszak zum festen Bandmitglied. Im Mai 2021 kündigte die Band ihr zweites Album Songs of Loss and Separation an, das am 16. Juli 2021 erschien und über Dutkiewicz’ eigens Plattenlabel Wicked Good Productions erschien. Das Album erreichte Platz 72 der deutschen und Platz 99 der Schweizer Albumcharts. Die erste Single des neuen Albums The Burden of Belief erschien am 21. Mai 2021.

## Diskografie

### Alben
| Jahr | Titel Musiklabel                                 | Höchstplatzierung, Gesamtwochen, AuszeichnungChartplatzierungen (Jahr, Titel, Musiklabel, Platzierungen, Wochen, Auszeichnungen, Anmerkungen) | Höchstplatzierung, Gesamtwochen, AuszeichnungChartplatzierungen (Jahr, Titel, Musiklabel, Platzierungen, Wochen, Auszeichnungen, Anmerkungen) | Höchstplatzierung, Gesamtwochen, AuszeichnungChartplatzierungen (Jahr, Titel, Musiklabel, Platzierungen, Wochen, Auszeichnungen, Anmerkungen) | Anmerkungen                           |
| Jahr | Titel Musiklabel                                 | DE | CH | US | Anmerkungen                           |
| ---- | ------------------------------------------------ | --- | --- | --- | ------------------------------------- |
| 2011 | The Hymn of a Broken Man Roadrunner Records      | DE90 (1 Wo.)DE | — | US44 (2 Wo.)US | Erstveröffentlichung: 18. Januar 2011 |
| 2021 | Songs of Loss and Separation Wicked Good Records | DE72 (1 Wo.)DE | CH99 (1 Wo.)CH | — | Erstveröffentlichung: 16. Juli 2021   |

### Singles
- 2010: Strength in Numbers
- 2021: The Burden of Belief

### Musikvideos
- 2010: Where the Spirit Leads Me
- 2010: Strength in Numbers
- 2011: Fight for Life
- 2011: Willing
- 2011: Until the End of Days
- 2011: Hope Remains
- 2011: Live in Love
- 2011: The Hymn of a Broken Man
- 2021: The Burden of Belief
- 2021: Medusa
- 2021: Rescue
- 2021: Mend You
- 2021: Far from Heavenless